# Нечаев, Николай Николаевич
Никола́й Никола́евич Неча́ев (28 января 1946, г. Калинин) — советский и российский психолог, специалист в области возрастной и педагогической психологии, психологии и педагогики непрерывного образования, теории и практики вузовской подготовки специалистов. Автор теории формирования профессионального сознания. Ученик П. Я. Гальперина. Доктор психологических наук (1987), профессор (1990). Вице-президент Совета Международного бюро просвещения в Женеве (1990—1992). Действительный член Российской академии образования, РАО (1992, Отделение психологии и возрастной физиологии). Проректор по учебно-методической работе и заведующий кафедрой психологии и педагогической антропологии Московского государственного лингвистического университета. Вице-президент Российского психологического общества (2012). Награждён «Орденом Дружбы» (1996), медалью К. Д. Ушинского (2000). Лауреат Премии Президента Российской Федерации в области образования (1998) .

## Биография
Окончил психологический факультет Московского государственного университета имени М. В. Ломоносова (1969) и аспирантуру там же (1972), защитив кандидатскую диссертацию «Одновременное формирование группы понятий, охватывающих заданный раздел знаний». Профессиональную деятельность начал преподавателем психологии в МГУ (1970—1972, 1982—1988), МАДИ (1973—1974), МАрхИ (1974—1982, с 1976 года — доцент). В 1987 году защитил докторскую диссертацию «Проектное моделирование как творческая деятельность (психологические основы высшего архитектурного образования)» и перешёл на должность заместителя директора НИИ проблем высшей школы Минвуза СССР.
С 1989 по 1992 год — начальник Главного управления общего среднего образования, член Коллегии Государственного комитета СССР по народному образованию. После создания на базе АПН СССР Российской академии образования работал в должности Главного учёного секретаря РАО (1992—1997). Параллельно с научно-организационной деятельностью продолжал преподавательскую работу: профессор кафедры философии МХТИ им. Д. И. Менделеева (1989—1992), заведующий кафедрой педагогики и андрагогики МГЛУ (1992—1994), заведующий кафедрой психологии и педагогической антропологии МГЛУ (1994—2016). Проректор по учебно-методической работе МГЛУ (2000—2016).
С 2016 по август 2017 года — заведующий кафедрой психологии языка и преподавания иностранных языков, заместитель декана факультета психологии по учебно-методической работе в МГУ имени М. В. Ломоносова. С сентября 2017 года — профессор кафедры ЮНЕСКО культурно-исторической психологии детства Московского государственного психолого-педагогического университета (МГППУ). Член экспертного совета ВАК РФ по педагогике и психологии (с 2018).

## Научные идеи
Научные интересы Н. Н. Нечаева сосредоточены на психолого-педагогических проблемах вузовской подготовки специалистов, теории и практике непрерывного образования. Результатом многолетних трудов было создание целостной теории формирования профессионального сознания как центральной категории обучения и воспитания в высшей школе, выявления психологических закономерностей становления высших форм профессионального творчества.
Согласно этой теории, высшее образование обслуживает и регулирует определенный, исторически сложившийся уровень разделения труда, являясь формой подготовки специалистов, в процессе которой у студента складывается система психологических качеств и особенностей, характерных для представителей данной профессии — его профессиональное сознание, делающее студента полноценным специалистом. С позиции этой концепции, высшее образование является не только специальным, но и высшим уровнем развития тех конкретных психологических особенностей и способностей человека, благодаря которым специалисты могут полноценно осуществлять соответствующую профессиональную деятельность, в буквальном смысле становятся способными к ней. «Психическое» развитие, психологическое «оформление» каждого отдельного человека совершается в меру и по мере его «вхождения», «врастания» в ту профессиональную деятельность, которой он овладевает в процессе усвоения её содержания, её форм и методов в высшей школе. В этом заключается задача профессиональной «социализации» студента в процессе высшего образования, его «превращения» и «обращения» в специалиста. Собственно инженерное или научное мышление, художественное воображение, математическая память, литературная фантазия и т. д. — те конкретные формы психической деятельности личности, в которых только существует и проявляется психическая деятельность человека и её отдельные виды и формы — являются, с этой точки зрения, тем ориентиром, который позволяет разумно ставить и решать проблему определения целей и содержания высшего образования. Задача психологии высшего образования как направления исследований — выявление психологического «ядра» профессиональной деятельности специалиста, её психологического инварианта. Практическое применение эта концепция нашла в разработке психологической теории высшего архитектурного образования, правовой и языковой подготовки специалистов. Под руководством Нечаева были разработаны и внедрены разнообразные методы и методики интенсивного обучения различным видам профессиональной деятельности. По его инициативе в МГЛУ была создана первая в России кафедра андрагогики, занимающаяся проблемами образования взрослых.
Н. Н. Нечаев — автор многих учебных пособий и монографий, в том числе по вопросам архитектурного образования. Среди них: «Организация пространственного моделирования в учебном архитектурном проектировании» (1980); «Введение в проектирование» (1982); «Психолого-педагогические основы использования ЭВМ в учебном процессе высшей школы» (1987); «Методы архитектурного творчества» (1988); «Опыт применения теории поэтапного формирования умственных действий в преподавании иностранных языков в вузе» (1989); «Теория и методика пространственного анализа в архитектуре» (1991) и др.

## Основные работы
- Организация пространственного моделирования в учебном архитектурном проектировании: Учебное пособие / И. Г. Лежава, Н. Ф. Метленков, Н. Н. Нечаев. — М.: МАрхИ, 1980. — 107 с.
- Введение в проектирование: Учебное пособие / А. В. Степанов, С. А. Малахов, Н. Н. Нечаев. — М.: МАрхИ, 1982. — 134 с.
- Нечаев Н. Н. Психолого-педагогические аспекты подготовки специалистов в вузе. — М.: Изд-во МГУ, 1985. — 112 с.
- Нечаев Н. Н. Проектное моделирование как творческая деятельность (психологические основы высшего архитектурного образования): Автореф. дис. … д-ра психол. наук. — М.: МГУ, 1987. — 37 с.
- Нечаев Н. Н. Профессиональное сознание как центральная проблема психологии // Новые методы и средства обучения. — 1988. — № 1(5). — С. 3-37.
- Нечаев Н. Н. Психолого-педагогические основы формирования профессиональной деятельности. — М.: МГУ, 1988. — 165 с.
- Методы архитектурного творчества: Учебное пособие / С. Д. Сулименко, Н. Н. Нечаев. — Ростов-на-Дону: ЮФУ, 1988. — 105 с.
- Нечаев Н. Н. Деятельностный подход как основа системного построения модели специалиста // Содержание подготовки специалистов с высшим и средним специальным образованием. — М.: НИИВШ, 1989. — С. 7-19.
- Непрерывное образование как педагогическая система: Сб. науч. тр. / НИИ высшего образования / Отв. ред. Н. Н. Нечаев. — М.: НИИВО, 1989. — 156 с.
- Компьютерные технологии и архитектурное творчество: Учебное пособие / Н. Н. Нечаев, А. И. Рудь, А. В. Скопинцев. — Ростов-на-Дону, РАИ, 1990.
- Нечаев Н. Н., Князев Е. А. Реформы и контрреформы: Из истории российских университетов // Народное образование. — 1991. — № 37. — С. 156—162.
- Теория и методика пространственного анализа в архитектуре: Учебное пособие / Н. Н. Нечаев, В. К. Моор. — Владивосток: Изд-во ДВГУ, 1991.
- Архитектура и психология: Учебное пособие для вузов / А. В. Степанов, Г. И. Иванова, Н. Н. Нечаев. — М.: Стройиздат, 1993. — 295 с.
- Нечаев Н. Н. Культурно-исторический подход в становлении теории высшего образования // Материалы международной конференции, посвящённой 100-летию Л. С. Выготского. — М.: Изд-во РГГУ, 1996. — С. 37-44.
- Нечаев Н. Н. Современная образовательная ситуация в России: тенденции развития // Вестник УРАО. — 1999. — № 1. — С. 3-13.
- Нечаев Н. Н., Резницкая Г. И. Формирование коммуникативной компетенции как условие становления профессионального сознания специалиста // Вестник УРАО. — 2001. — № 1 (11). — С. 78-96.
- Нечаев Н. Н. Психолого-педагогические основы разработки современных образовательных технологий в обучении иностранным языкам // Современные средства реализации целей обучения иностранному языку по новой программе (неязыковые вузы). — М., 2002. — С. 3-24. — (Вестн. МГЛУ; вып. 467).
- Нечаев Н. Н. А. Н. Леонтьев и П. Я. Гальперин: диалог во времени // Вопросы психологии. — 2003. — № 2. — С. 50-69.
- Нечаев Н. Н. Профессионализм как основа профессиональной мобильности. — М.: Иссл. Центр Минобрнауки РФ, 2005. — 92 с.
- Нечаев Н. Н. Очеловечивание творчества: проблемы и перспективы // Вопросы психологии. — 2006. — № 3. — С. 3-22.
- Архитектура: пространство, время, культура: Учебное пособие / С. Д. Сулименко, А. В. Степанов, Н. Н. Нечаев. — Ростов-на-Дону: ЮФУ, 2008.
- Нечаев Н. Н., Ермаков В. Г. Инновационное образование как объект педагогической теории // Психолого-педагогические аспекты развития образования. — М., 2009. — С. 96-113. — (Вестн. МГЛУ; вып. 539).
- Нечаев Н. Н. Моделирование как творчество: методологические аспекты психологического исследования проектной деятельности / Математическая психология: школа В. Ю. Крылова / Под ред. А. Л. Журавлева, Т. Н. Савченко и др. — М.: Изд-во ИП РАН, 2010. — С. 79-97.

## Критика
По данным вольного сетевого сообщества «Диссернет», являлся автором  неэтичных публикаций